# Traszjanka
A traszjanka (belarusz: трасянка) egy Fehéroroszországban használt, a belarusz és orosz nyelvek közti keverék nyelv. A szó eredetileg a friss fű és a tavalyi széna keverékéből készült takarmányt jelenti.

## Jellemzői
A nyelv jellegzetessége, hogy az orosz szavakat a belarusz nyelv szabályai szerint ejtik ki és belarusz végződéseket adnak hozzá.
Akkor alakult ki, amikor a helyiek az orosz többségű városokba költöztek. Használata a 21. század elején visszaszorulóban van, mivel a fiatalok vagy az oroszt, vagy a beloruszt használják.